# كفر عنان (فلسطين)
كفر عنان هي قرية فلسطينية في منطقة عكا حوالي 33 كيلومتر (21 ميل) شرق عكا.
تحيط بها بلدات الفراضية، الرامة (عكا)، دير الأسد، دير حنا والمغار. حتى عام 1949، كان من إحدى القرى العربية الواقعة على الأطلال القديمة. تشير الدراسات الاستقصائية الأثرية إلى القرية تأسس أولاً في الفترة الرومانية المبكرة مع استمرار التسوية من خلال الفترة البيزنطية، القائمة مرة أخرى في العصور الوسطى والعصر الحديث. يقع على الجهة الشمالية من جبل حزور.

## احتلال القرية
استولت عليها إسرائيل خلال الحرب العربية-الإسرائيلية بما يعرف بعملية حيرام عام 1948، العديد من القرويين فروا من القتال. بضع مئات الذين تمكنوا من البقاء أو العودة في وقت لاحق نقلوا خارج القرية «قوات الدفاع الإسرائيلية» إلى الضفة الغربية أو إلى المدن العربية الأخرى في دولة إسرائيل المنشأة حديثا في ثلاث مناسبات منفصلة في كانون الثاني/يناير وشباط/فبراير 1949.

## القرية اليوم
ضريح الشيخ أبو حجر الأزرق وما تبقى من مبنى القبة الصغيرة هي لا يزال قائما، وهناك العديد من البقايا الأثرية من الاهتمام، بما في ذلك صهاريج والآبار المحلية التي تستخدم لإمداد القرية بمياه الشرب العذبة من الينابيع القريبة. وأنشئت مستوطنة كفر شانانيا/حنانيا الطائفية على الأرض كفار عنان في عام 1989.

## السكان اليوم
هُجر السكان على مراحل ويسكنون في الرامة وغيرها في الدخل وفي نابلس وفي مخيم نهر البارد.

## التاريخ
خلال فترة الحكم الروماني والبيزنطي في فلسطين، كانت قرية يهودية المعروفة باسم كفار حنانيا، بمثابة مركز لإنتاج الفخار في منطقة الجليل. وكشف موقع أثري في القرية أعمدة وقواعد أعمدة والكهوف، وبركة، وأرض المقابر. تحديد عمليات المسح الأثري أن معظم أعمال الطهي وير في الجليل بين القرن الأول قبل الميلاد وبداية القرن الخامس الميلادي أنتج في كفر عنان. تم العثور على نقش آرامية مؤرخة في البداية إلى القرن السادس، ومؤخرا ريداتيد للفترة العباسية أو الأموية، على كليلة (وهو نوع من الثريا) وجدت في كنيس أريحا.
يشير الأدب يحتكمون إلى القرية فيما يتعلق بإنتاج الفخار؛ في توسيفتا، وهناك إشارة إلى «أولئك الذين يتخذون من الطين الأسود، مثل كفر حنانيا وجيرانها». وتقع القديمة التي يعتقد أنها مواقع الدفن من الحاخامات في القرية، بما في ذلك تلك هالافتا (دفن مع زوجته وأطفاله) ويعقوب واليعازر. بن ياكوف الذي زار القرية في القرن الثاني عشر أثناء فترة الحكم الصليبي، يكتب عن أنقاض كنيس يهودي تستخرج أساسية إلى التل. مراجع المحتملة للقرية تتضمن إشارة إلى «أرملة بن العبد' العناني» في مستند الجنيزا في القرن الثاني عشر، وإلى حنان كفار في القرن الثالث عشر. وفي 1211، سافر صمويل بن سامسون من طبرية وكفر حنانيا قبل إيقاف تشغيل في صفد. في القرن الرابع عشر، المحاضر المسافر آخر الاسم في القرية كحنين كفر.
فمن خلال حكم الإمبراطورية العثمانية على فلسطين كفر النموذج (كفر ' عنان) يظهر أولاً. يتم سرد القرية في 1596، تشكل جزءا من ناهية (النواحي) من جيرة تحت «ليوا صفد»، يبلغ عدد سكانها 259. أنها دفعت الضرائب المفروضة على الماعز، خلايا النحل وفي الصحافة، الذي كان يستخدم أما للزيتون أو العنب.
في أواخر القرن التاسع عشر، وصفت القرية أنها بنيت من الحجر، وبعد 150-200 من السكان المسلمين. الأراضي الصالحة للزراعة في القرية تضم حدائق وأشجار الزيتون. منازل القرية، المصنوعة من الحجر بالطين هاون، كانت تتزاحم قريبة من بعضها البعض، وكانت مفصولة المرجئ، وضيق الأزقة. وشيدت منازل جديدة كثيرة خلال السنوات الأخيرة من «ولاية فلسطين البريطانية». الينابيع والآبار المحلية الموردة ´ القرويين. وكانت أشجار الزيتون والحبوب والمحاصيل الغذائية الرئيسية. كانت تزرع الحبوب في شقة مجاورة المناطق والوديان. واستخدمت في 1944-45 مجموعة من 1,740 دونم لزراعة الحبوب، دونما 1,195 كانت المروية أو استخدامها للبساتين، ومعظم هذه (1,145 دونم) كانت مزروعة بأشجار الزيتون.

## معرض صور

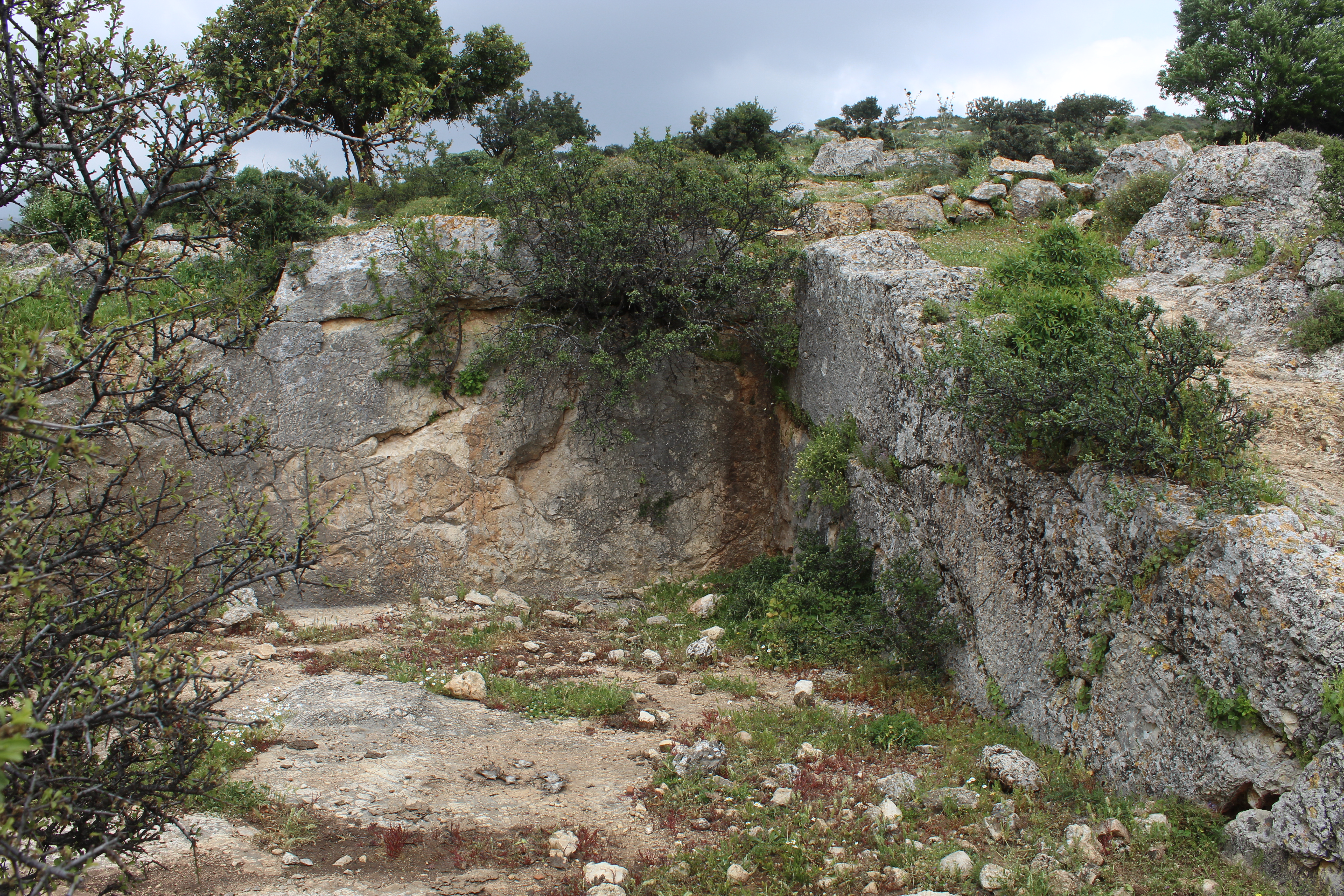
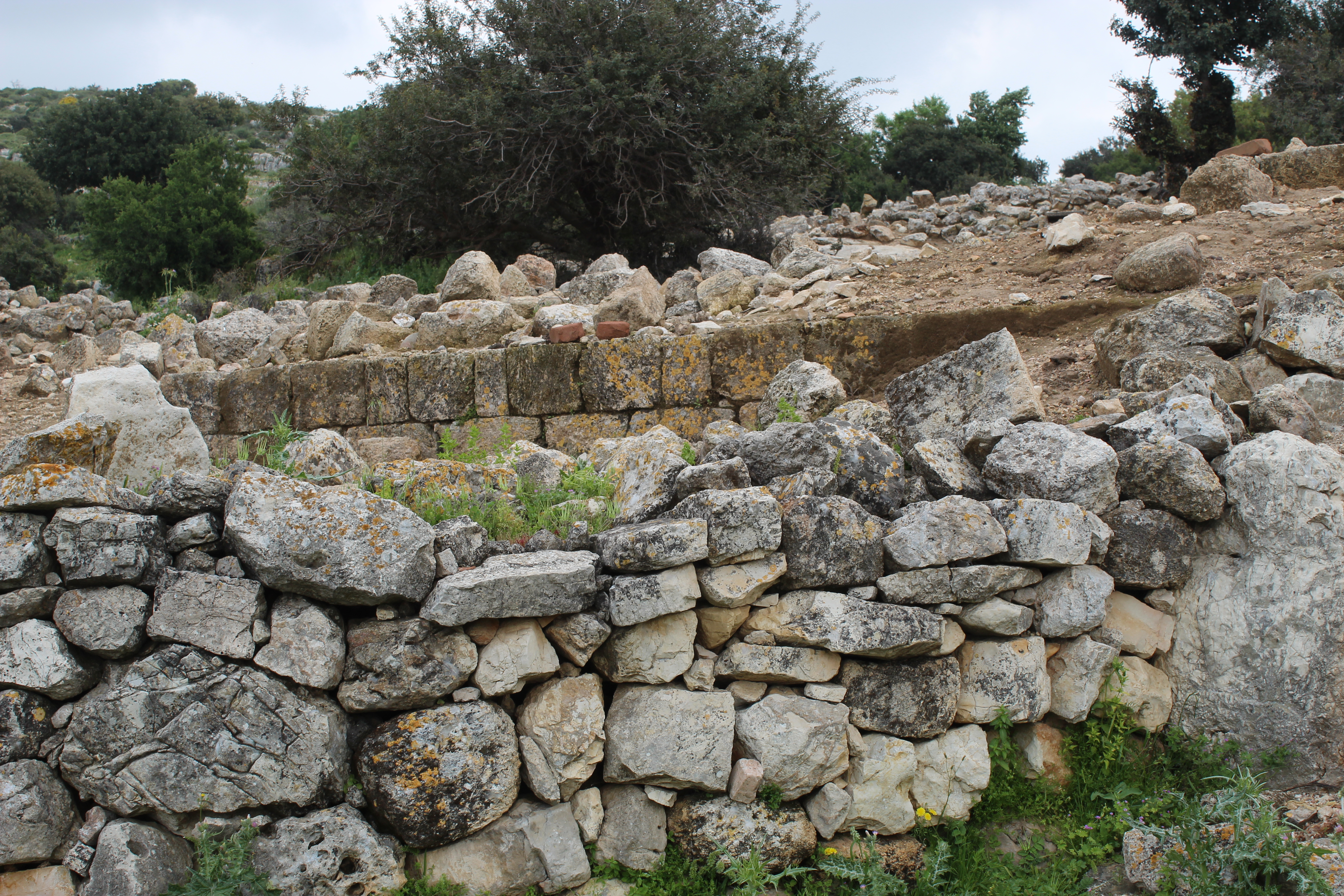
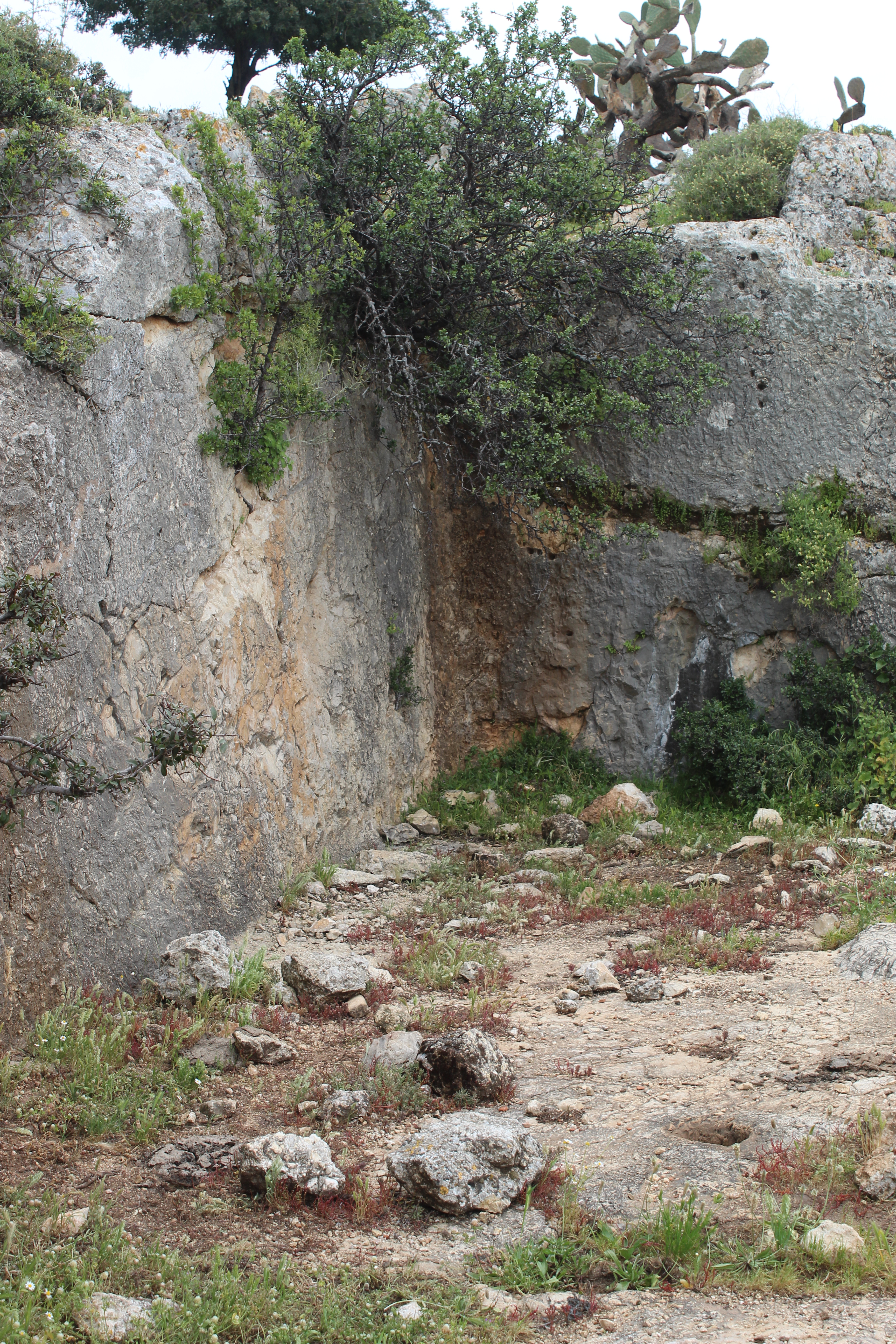
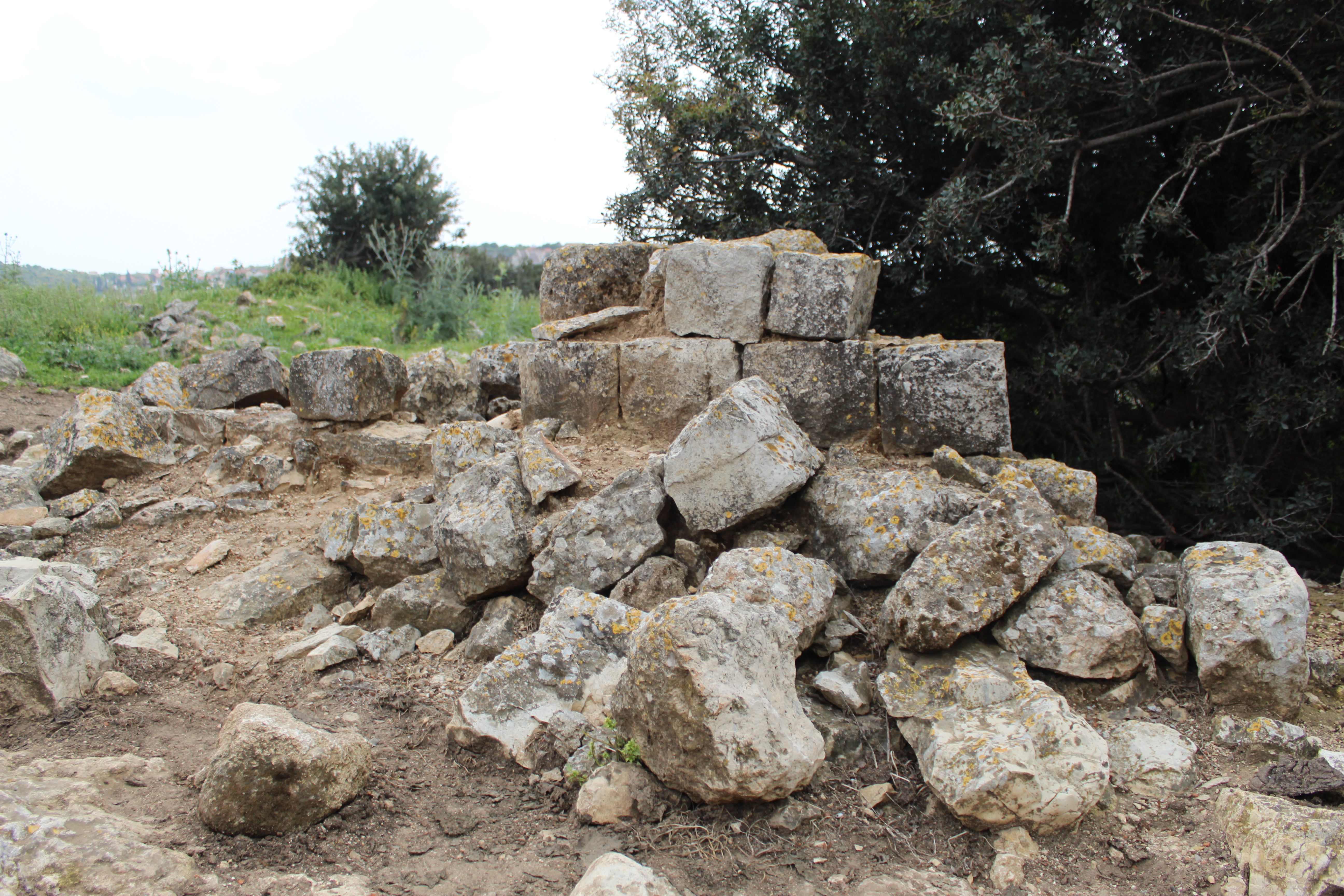
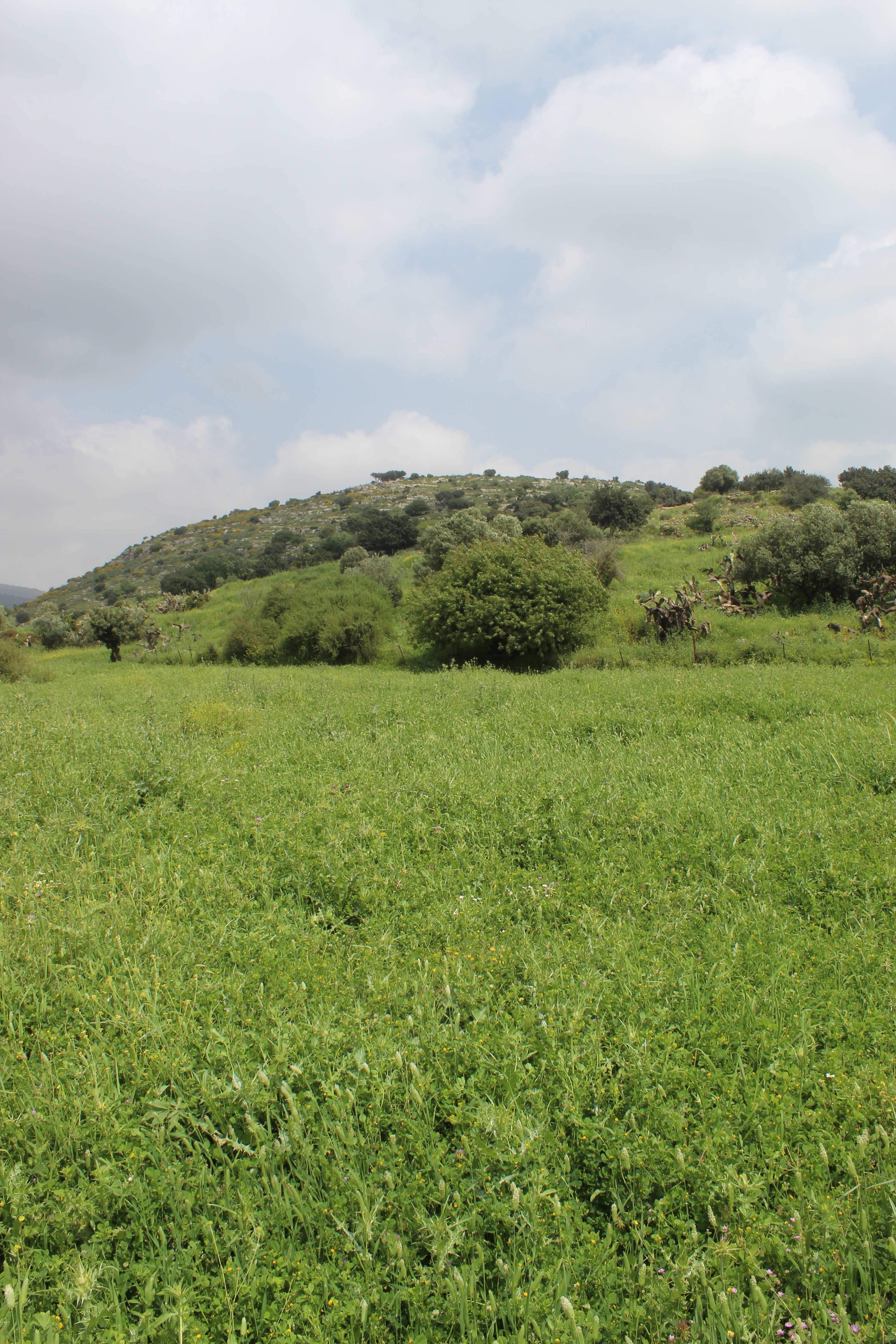
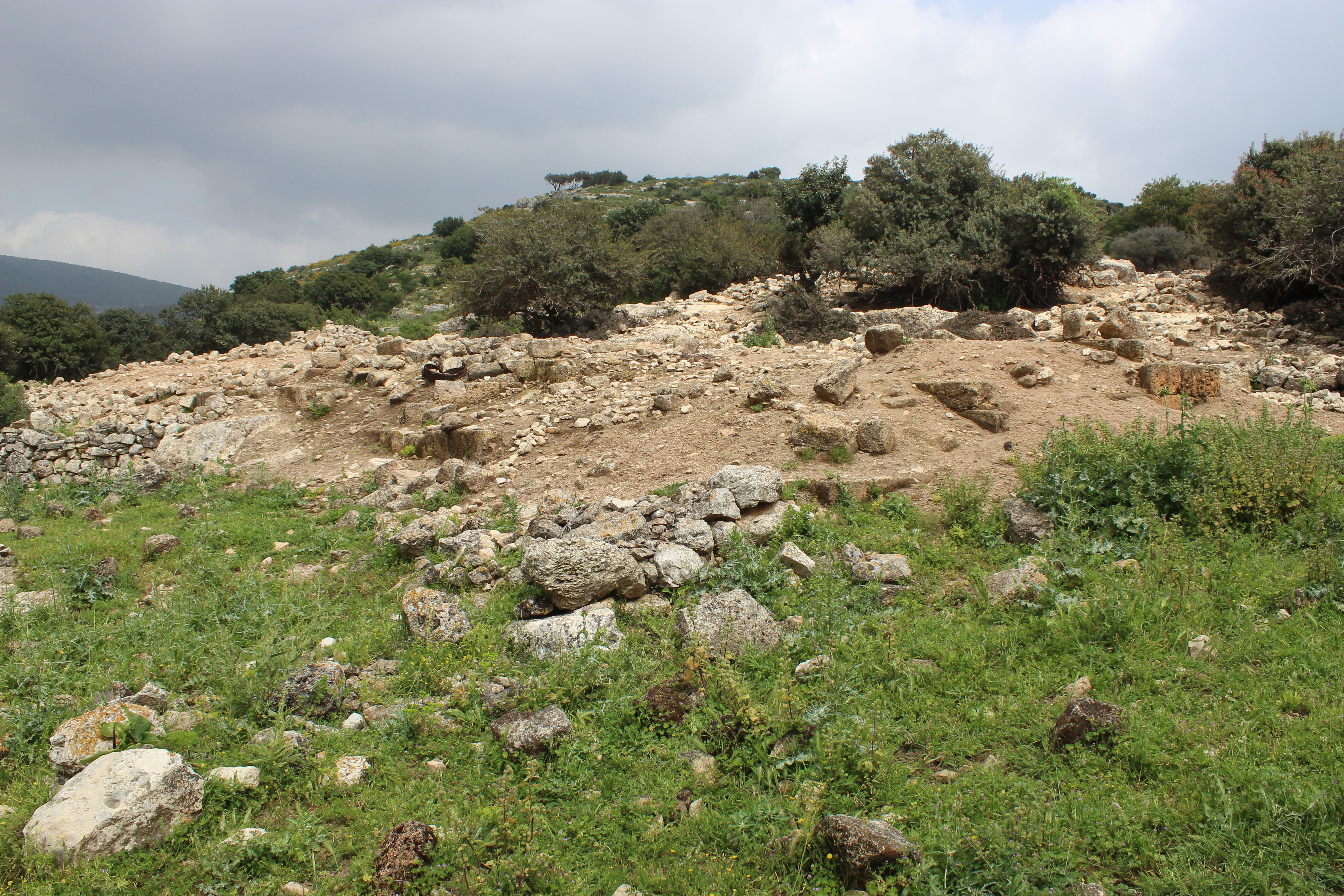